# Cenlle
Cenlle település Spanyolországban, Ourense tartományban. Cenlle Ribadavia, Beade, Leiro, San Amaro, Punxín, Toén és Castrelo de Miño községekkel határos. Lakosainak száma 1076 fő (2024).

## Népesség
A település népessége az elmúlt években az alábbi módon változott:
| Lakosok száma | 1626 | 1575 | 1513 | 1431 | 1331 | 1235 | 1176 | 1120 | 1119 | 1076 |
|               | 2001 | 2004 | 2007 | 2009 | 2012 | 2014 | 2017 | 2019 | 2022 | 2024 |